# La Folle Enchère
La Folle Enchère est une comédie de Madame Ulrich créée à la Comédie-Française en 1690.

## Résumé
La Folle Enchère met en scène une madame Argante, bourgeoise fortunée, vieille coquette et mère ridicule, qui, pour ne pas paraître son âge et devenir grand-mère, refuse que son fils Eraste se marie. Elle devient la dupe de son fils, de son valet Merlin, d'une jeune travestie, Angélique, et de sa servante Lisette. Le stratagème va consister à convaincre madame Argante d'épouser le faux comte, qui n'est autre qu'Angélique, la maîtresse de son fils, lors d'un faux mariage devant un faux notaire, pour lui extorquer de l'argent et lui faire accepter le mariage de son fils avec la sœur de ce prétendu comte.
La pièce multiplie sur un ton burlesque les travestissements et offre une peinture très cynique des mœurs de l'époque, où les rapports sociaux se résument à des jeux de dupes. Le travestissement d'Angélique est l'occasion de faire une satire du comportement des jeunes hommes à la mode, qui se définissent par leur capacité à jurer, à se battre et à multiplier les conquêtes. Le titre est une référence au dénouement, qui conduit à la mise aux enchères et à l'enlèvement du faux comte par une fausse marquise.

## Représentations et éditions
La création de la pièce a lieu le 30 mai 1690 à la Comédie-Française et elle est jouée neuf fois jusqu'au 16 juin. Une reprise a lieu les 14 et 16 janvier 1691, puis le 14 novembre à la Cour. La distribution comprenait Florent et Thérèse Dancourt, Mlle Beauval, Mlle Durieu, M. Du Périer, M. Raisin, M. Desmares, M. Beauval, et le comédien La Grange, spécialiste des rôles travestis, qui interpréta le valet Champagne déguisé en marquise.

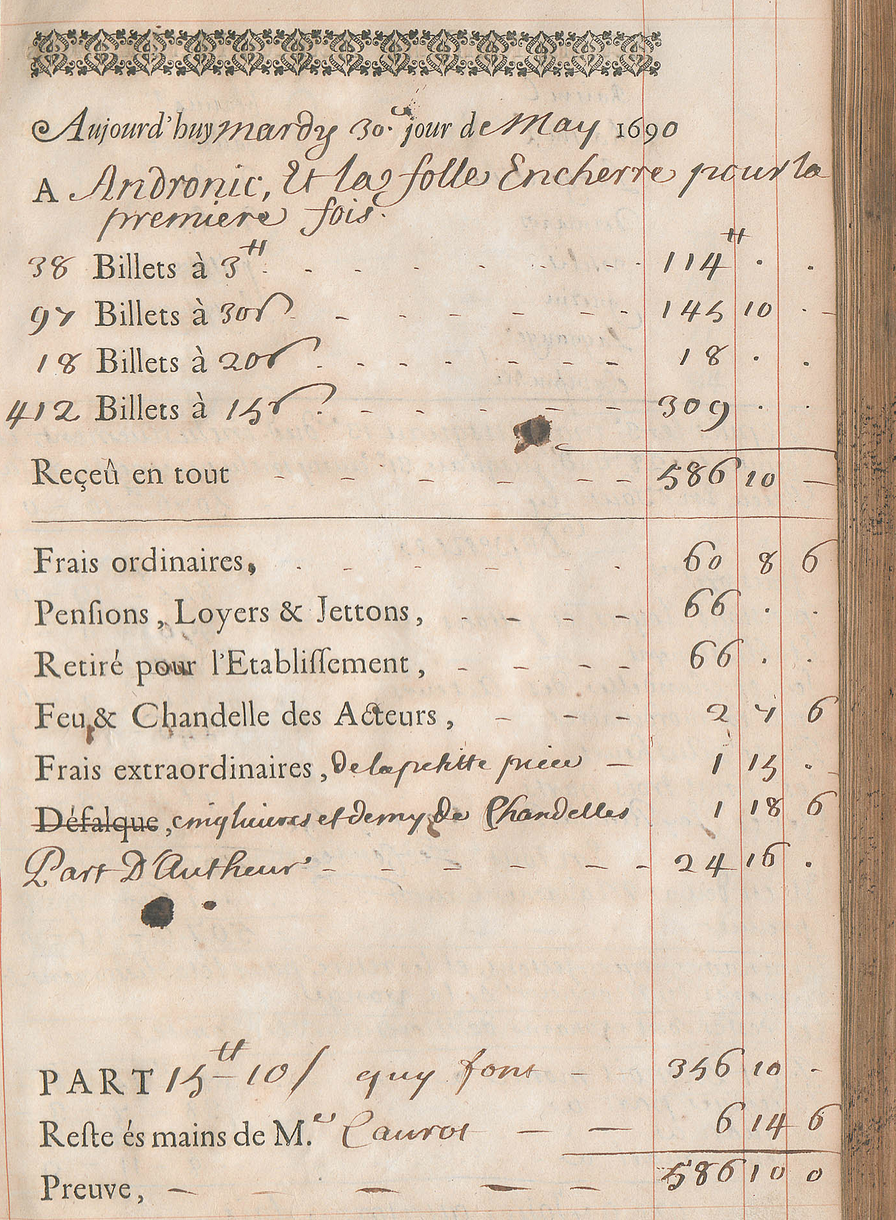
Livre de compte de la comédie française pour la première de la pièce.

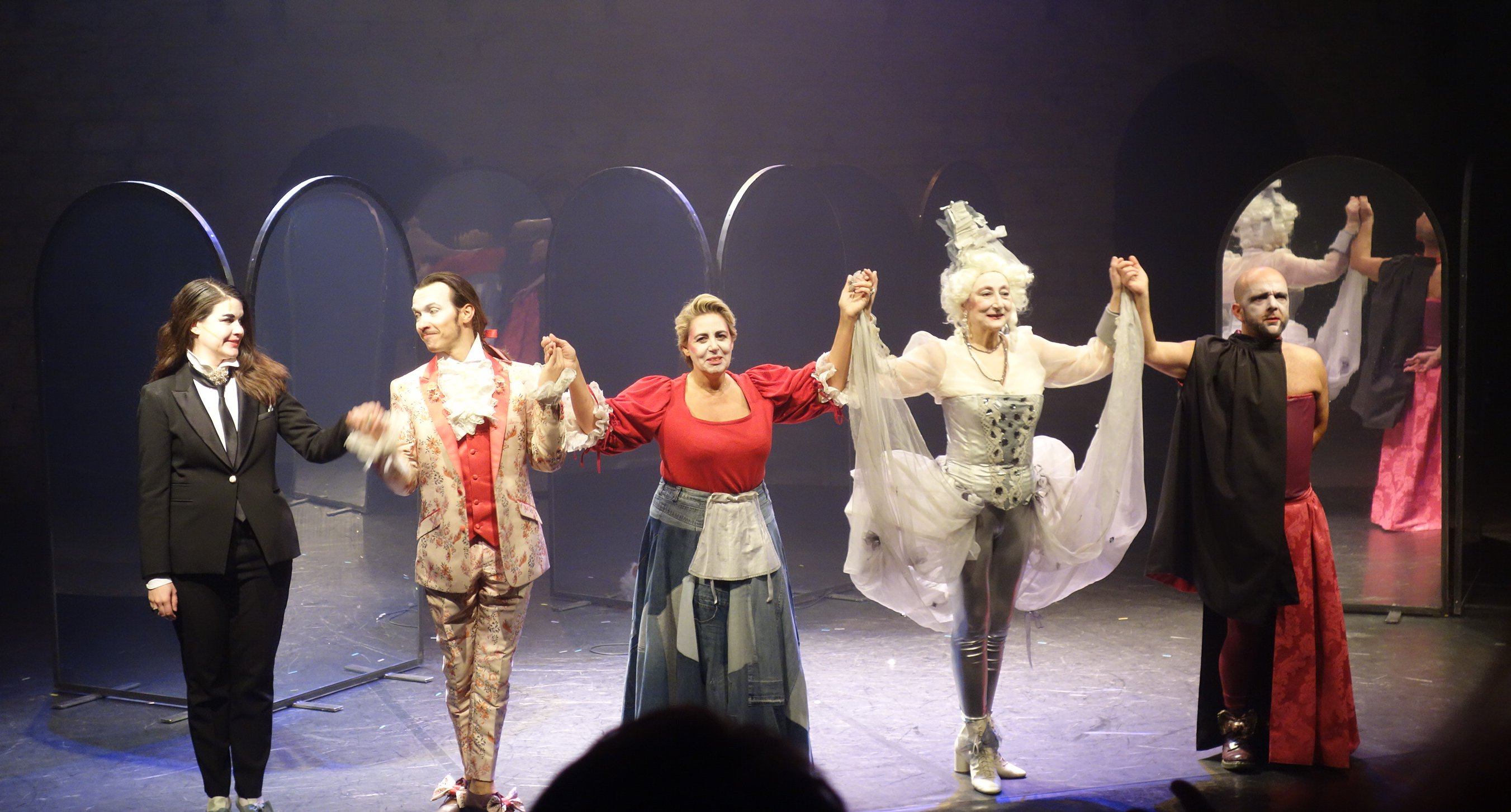
La troupe de la compagnie La Subversive salue à la fin d'une représentation de La Folle Enchère au théâtre de l'Épée de Bois, en 2019.

La première édition moderne de la pièce publiée sous le nom de Madame Ulrich date de 2011. La première mise en scène moderne est proposée en 2019 par la compagnie La Subversive, dans une mise en scène d'Aurore Évain. Créée à la Ferme de Bel Ébat - Théâtre de Guyancourt le 14 novembre 2019, cette mise en scène est aussi jouée, en novembre 2019, au théâtre Le Vivat à Armentières, en 2019 et en 2021, au théâtre de l'Épée de Bois, au théâtre du château de la ville d'Eu en décembre 2022.

## Attribution
La pièce fut longtemps attribuée à l'amant de Madame Ulrich, Florent Dancourt. L'accord au féminin de la préface, l'analyse du privilège et le style de la pièce ont permis d'attester l'auctorialité de Madame Ulrich. Selon André Blanc, « la composition soignée, le rôle considérable des déguisements et leur résolution finale, une certaine confusion parfois, une intention romanesque, l'attaque même de la comédie, fort brillante, ne ressemble guère à la manière du Dancourt de cette époque. »

## Éditions
- La Folle Enchère, Paris, Veuve Louis Gontier, 1691    (Wikisource)[13].
- La Folle Enchère, Théâtre de femmes de l'Ancien régime. Tome 3, XVIIe-XVIIIe siècle, direction : Aurore Evain, Perry Gethner, Henriette Goldwyn, Saint-Étienne, Publications de l'Université de Saint-Étienne, 2011[14].
- La Folle Enchère, Théâtre de femmes de l'Ancien régime. Tome 3, XVIIe-XVIIIe siècle, direction : Aurore Evain, Perry Gethner, Henriette Goldwyn, Paris, Classiques Garnier, 2022[15].

## Mises en scène
- La Folle Enchère, Comédie-Française, du 30 mai au 16 juin 1690, reprise les 14 et 16 janvier 1691, le 14 novembre 1691 à la Cour.
- La Folle Enchère, Cie La Subversive, mise en scène d'Aurore Évain, 14-16 novembre 2019, Ferme de Bel Ébat - Théâtre de Guyancourt ; 28 nov. - 8 décembre 2019, reprise 21-31 octobre 2021, Théâtre de l'Épée de Bois - Cartoucherie de Vincennes[16].